# Villa Karo
Villa Karo és un centre cultural finlandès-africà i una residència d'artistes al poble costaner de Grand-Popo, a Benín. El seu objectiu és construir un pont entre artistes i personalitats culturals finlandesos i africans. La tasca principal és oferir la possibilitat de residir a l'Àfrica per a artistes, investigadors, professors i altres professionals finlandesos en els àmbits cultural i social. A més, s'anima els professionals africans de la cultura a visitar Finlàndia.
Els períodes de sol·licitud de residència són dos cops a l'any.

## Història
Quan l'escriptor Juha Vakkuri va viatjar per la regió a la dècada de 1990, va concebre la idea d'establir un centre cultural a Grand-Popo. Va crear una organització sense ànim de lucre per promoure la idea. Vakkuri va anomenar el centre Villa Karo en honor al seu fill difunt Karo.
La llar del centre és un antic hospital colonial d'estil afrobrasiler que va ser renovat com a edifici principal. Va ser inaugurat l'any 2000. El lloc va ser seleccionat perquè Grand-Popo, un tranquil poble de pescadors ofereix un bon espai per a crear. Benín és un dels països més estables i democràtics del continent.

## Espais
Villa Karo ofereix els següents serveis culturals gratuïts per a la població local i els visitants.

### Museu Karo
L'any 2001 es va obrir un petit museu on es mostren art i objectes relacionats amb la cultura de l'Àfrica Occidental i la religió animista. La col·lecció del museu reflecteix tant les influències de la cultura europea a Àfrica, com la comprensió dels europeus d'Àfrica i els reflexos de la cultura africana a Europa. El 2015 es va inaugurar un nou museu, Musée Karo, a l'antic banc del poble.

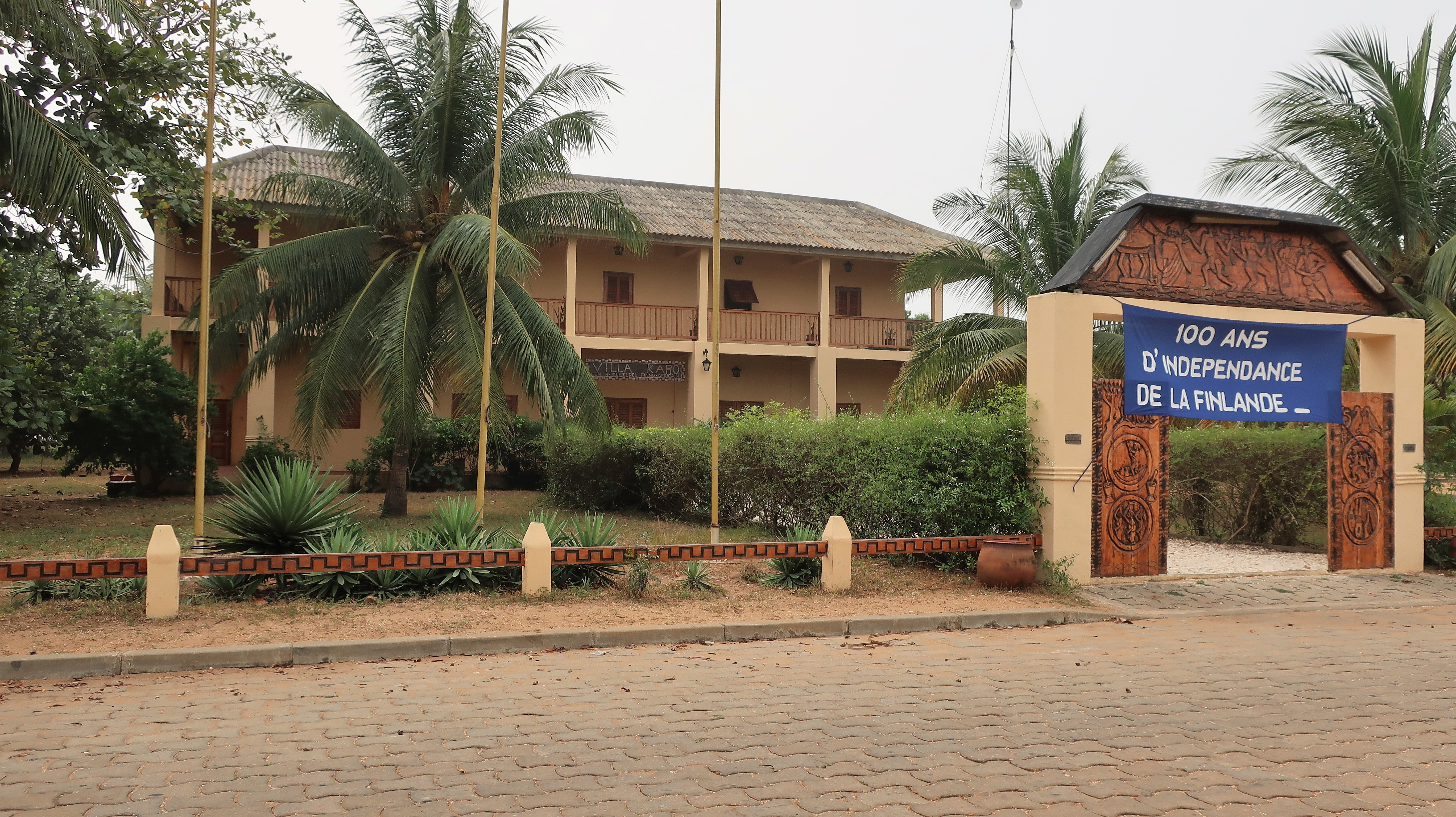
Edifici principal de la residència Villa Karo el desembre de 2017.
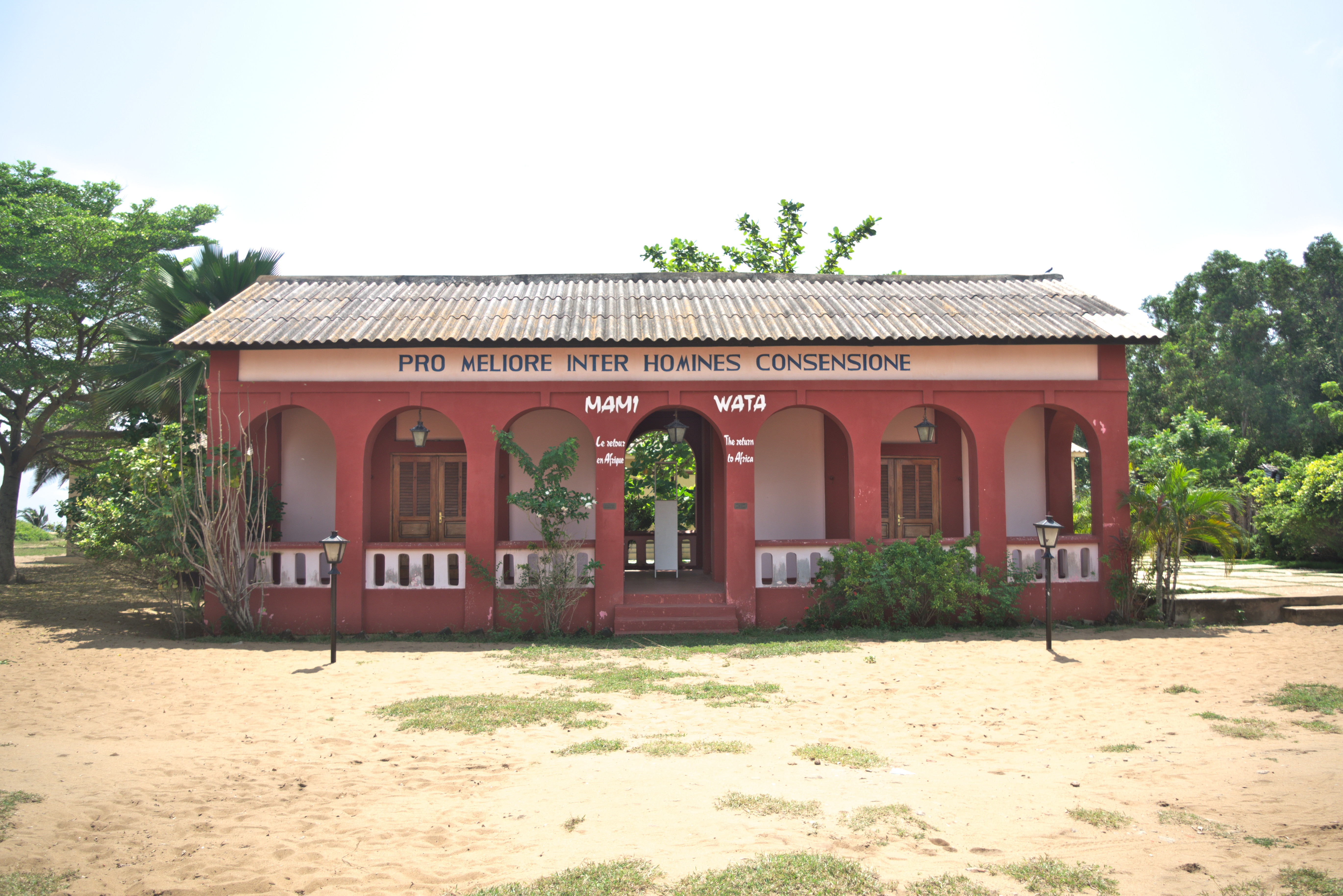
Petit museu
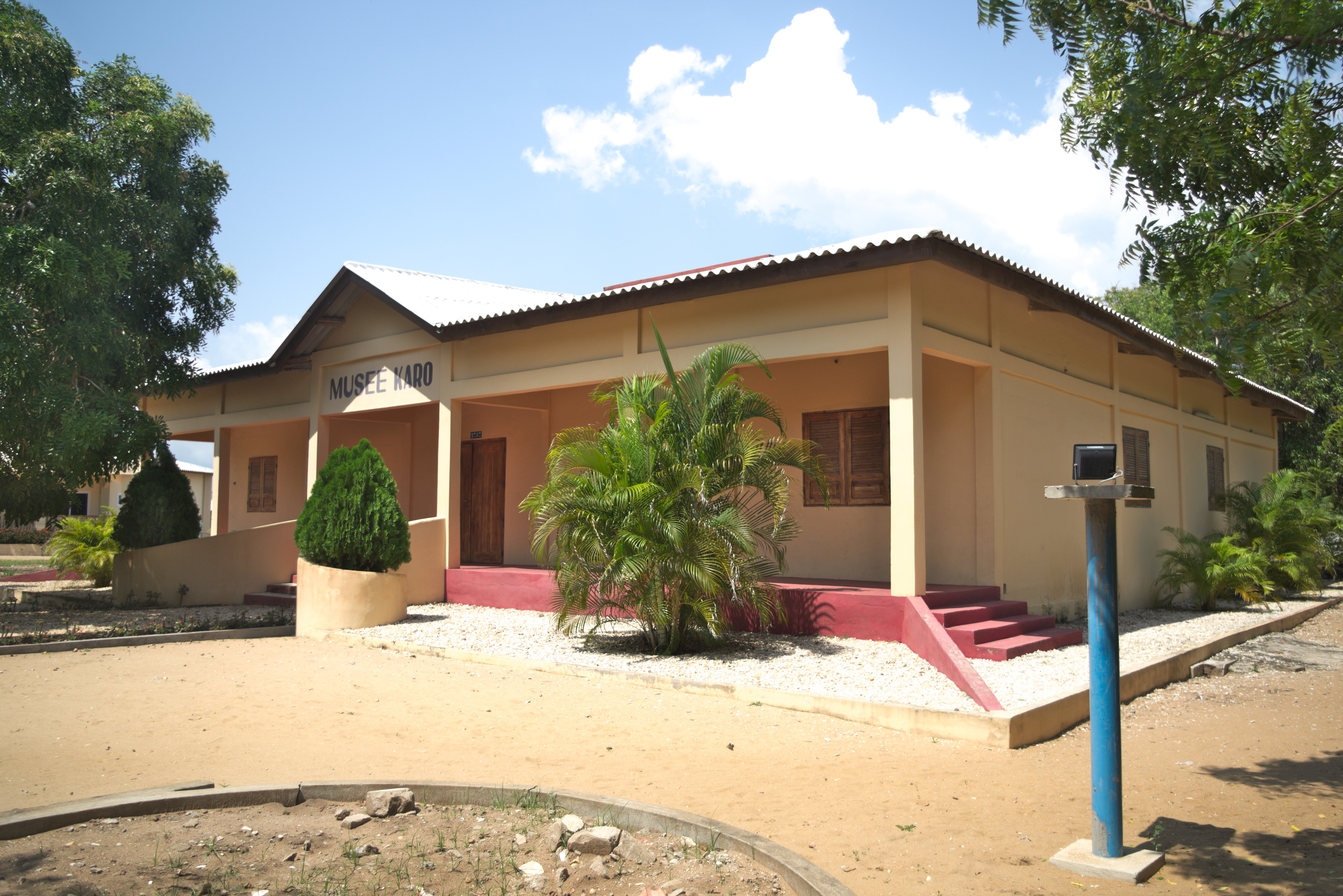
Museu Karo

### Centre comunitari
L'any 2003 es va inaugurar un nou espai polivalent, Lissa Gbassa. Serveix com a espai per a exposicions, reunions, sala de cinema exterior i escenari d'actuació en concerts i actuacions mensuals.

### Biblioteca
Hi ha una biblioteca pública a Villa Karo, que inclou uns 3.000 volums de literatura en finès, francès, anglès i suec.

### Residència d'artistes
Per als investigadors i creadors, el centre ofereix cinc sales que són espais de residència i de treball. Uns 800 artistes i investigadors culturals han passat pel centre. A més, unes 2.000 persones de Finlàndia, des d'estudiants universitaris fins a la presidenta Tarja Halonen, han fet una visita a Villa Karo.
El centre està finançat pel Ministeri d'Educació i Cultura finlandès, patrocinadors privats i donants. Villa Karo té diverses organitzacions que ajuden a la seva governança, com ara la Universitat Aalto, l'Acadèmia Sibelius, l'Acadèmia de Teatre de Hèlsinki, la Universitat Åbo Akademi, la Universitat de Turku i Ornamo Art and Design Finland, la Societat de Compositors Finlandesos, la Societat d'Autors Suecs a Finlàndia i els dramaturgs finlandesos i Gremi de Guionistes.